# Sólyom és a nepper
A Sólyom és a nepper egy 1985-ös amerikai bűnügyi dráma-kémfilm, mely két szovjeteknek kémkedő, hazaárulóvá vált fiatalember történetét mutatja be. A főszerepekben Timothy Hutton és Sean Penn látható, míg szovjet diplomataként David Suchet is szerepel a filmben. A film nagy slágerré váló betétdalát David Bowie és Pat Metheny adják elő, ez a This Is Not America. A film cselekménye valós eseményeket dolgoz fel.

## Cselekmény
Az 1970-es évek Amerikájában járunk. A történet főszereplője az ifjú, középosztálybeli családból származó Christopher Boyce, akinek nem erőssége a tanulás, ugyanakkor szenvedélyesen kedveli a solymászatot. Apja nem akarja, hogy a kissé léhűtő fia elkallódjon, ezért munkát keres neki. Kapcsolatai révén bejuttatja egy adatközpontba, ahol az amerikai titkosszolgálatok jelentéseit rögzítik és összesítik. Boyce előbb érdekesnek találja a munkát, majd mikor a jelentésekbe beleolvasva rájön milyen színfalak mögötti mesterkedésekkel befolyásolnak döntéseket meghasonlik addigi gondolkodásával, ezért úgy dönt megpróbálja pénzé tenni az ott fellelhető információkat. Legjobb barátjával, a kábítószernepper Daulton Lee-vel hozzá is látnak a terv megvalósításához. Lee közvetítőként Mexikóba utazik az ottani szovjet nagykövetségre, és felajánlja szolgálataikat a KGB-nek. A két fiatalember így hamarosan jelentős mellékkeresetre tesz szert, de miután nem profi ügynökök, hanem csak két fiatal, akik amatőr árulónak álltak, az események lassan kezdenek kicsúszni a kezeik közül, amik egyre kiszámíthatatlanabb fordulatokat vesznek…

## Szereplők
- Christopher Boyce – Timothy Hutton
- Daulton Lee – Sean Penn
- Lana – Lori Singer
- Mr. Boyce – Pat Hingle
- Mrs. Boyce – Joyce Van Patten
- Alex – David Suchet
- Dr. Lee – Richard Dysart
- Mrs. Lee – Priscilla Pointer
- David Lee – Chris Makepeace
- Gene – Dorian Harewood
- Laurie – Mady Kaplan
- Larry Rogers – Macon McCalman
- Tony Owens – Jerry Hardin
- Eddie – Nicholas Pryor